# Alchemilla sternbachii
Alchemilla sternbachii é uma espécie de rosácea do gênero Alchemilla, pertencente à família Rosaceae.